# Villa Riva (ort)
Villa Riva är en ort i Dominikanska republiken. Den ligger i provinsen Duarte, i den östra delen av landet, 80 km norr om huvudstaden Santo Domingo. Villa Riva ligger 29 meter över havet och antalet invånare är 5 700.
Terrängen runt Villa Riva är platt åt sydost, men åt nordväst är den kuperad. Runt Villa Riva är det ganska tätbefolkat, med 192 invånare per kvadratkilometer. Närmaste större samhälle är El Factor, 15,5 km norr om Villa Riva. Omgivningarna runt Villa Riva är en mosaik av jordbruksmark och naturlig växtlighet.